# Bissey-sous-Cruchaud
Bissey-sous-Cruchaud ist eine französische Gemeinde mit 333 Einwohnern (Stand: 1. Januar 2022) im Département Saône-et-Loire in der Region Bourgogne-Franche-Comté (vor 2016 Bourgogne). Die Gemeinde gehört zum Arrondissement Chalon-sur-Saône und zum Kanton Givry (bis 2015 Buxy). 

## Lage
Bissey-sous-Cruchaud liegt etwa 13 Kilometer westsüdwestlich von Chalon-sur-Saône. Umgeben wird Bissey-sous-Cruchaud von den Nachbargemeinden Moroges und Rosey im Norden, Granges im Osten und Nordosten, Buxy im Süden, Sassangy im Westen und Südwesten sowie Sainte-Hélène im Nordwesten.

## Bevölkerung
| Jahr                      | 1962 | 1968 | 1975 | 1982 | 1990 | 1999 | 2006 | 2011 | 2016 |
| ------------------------- | ---- | ---- | ---- | ---- | ---- | ---- | ---- | ---- | ---- |
| Einwohnerzahl             | 271  | 270  | 245  | 248  | 279  | 334  | 358  | 338  | 344  |
| Quelle: Cassini und INSEE |      |      |      |      |      |      |      |      |      |

## Sehenswürdigkeiten

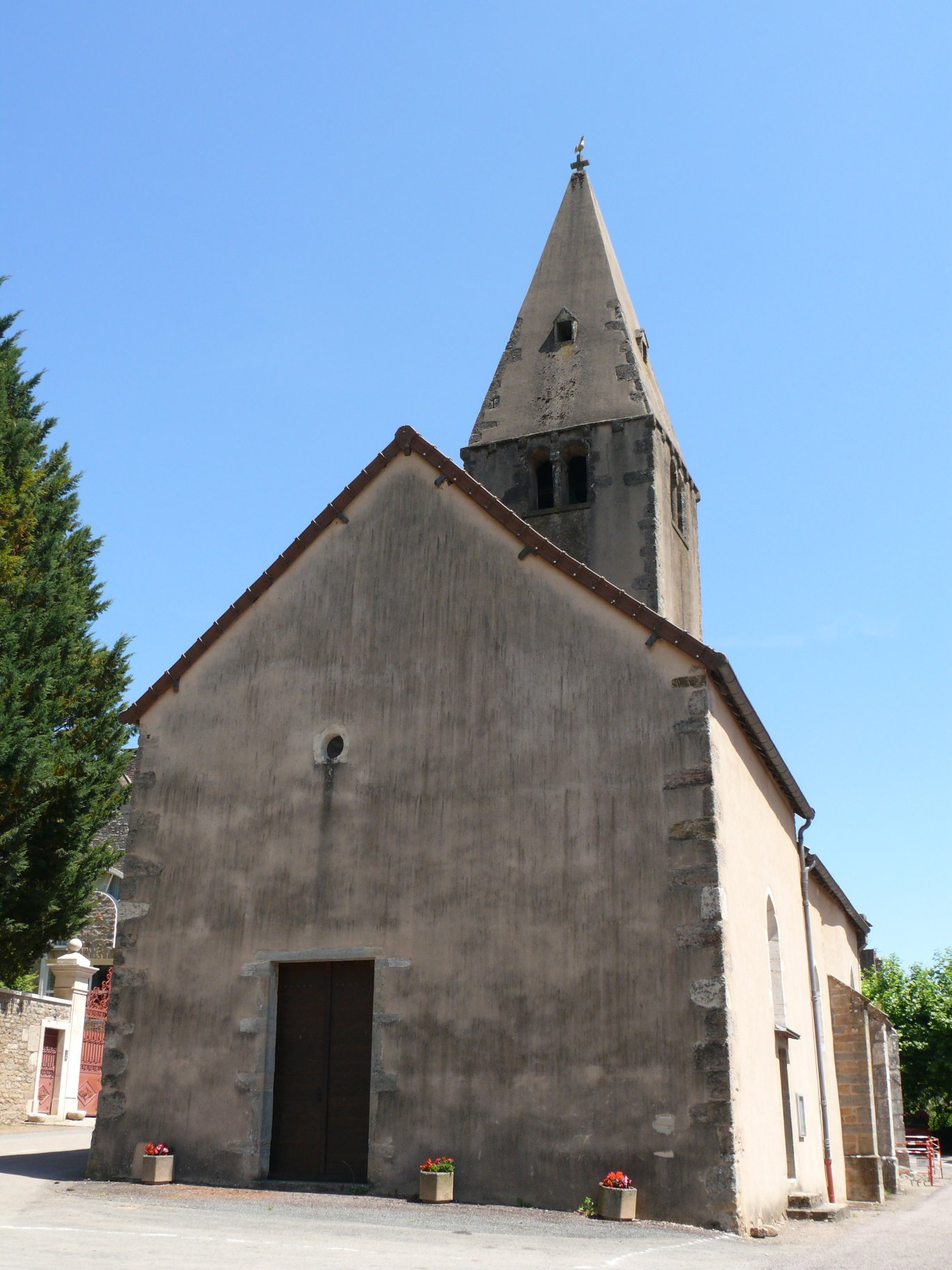
Kirche Saint-Jean-Baptiste
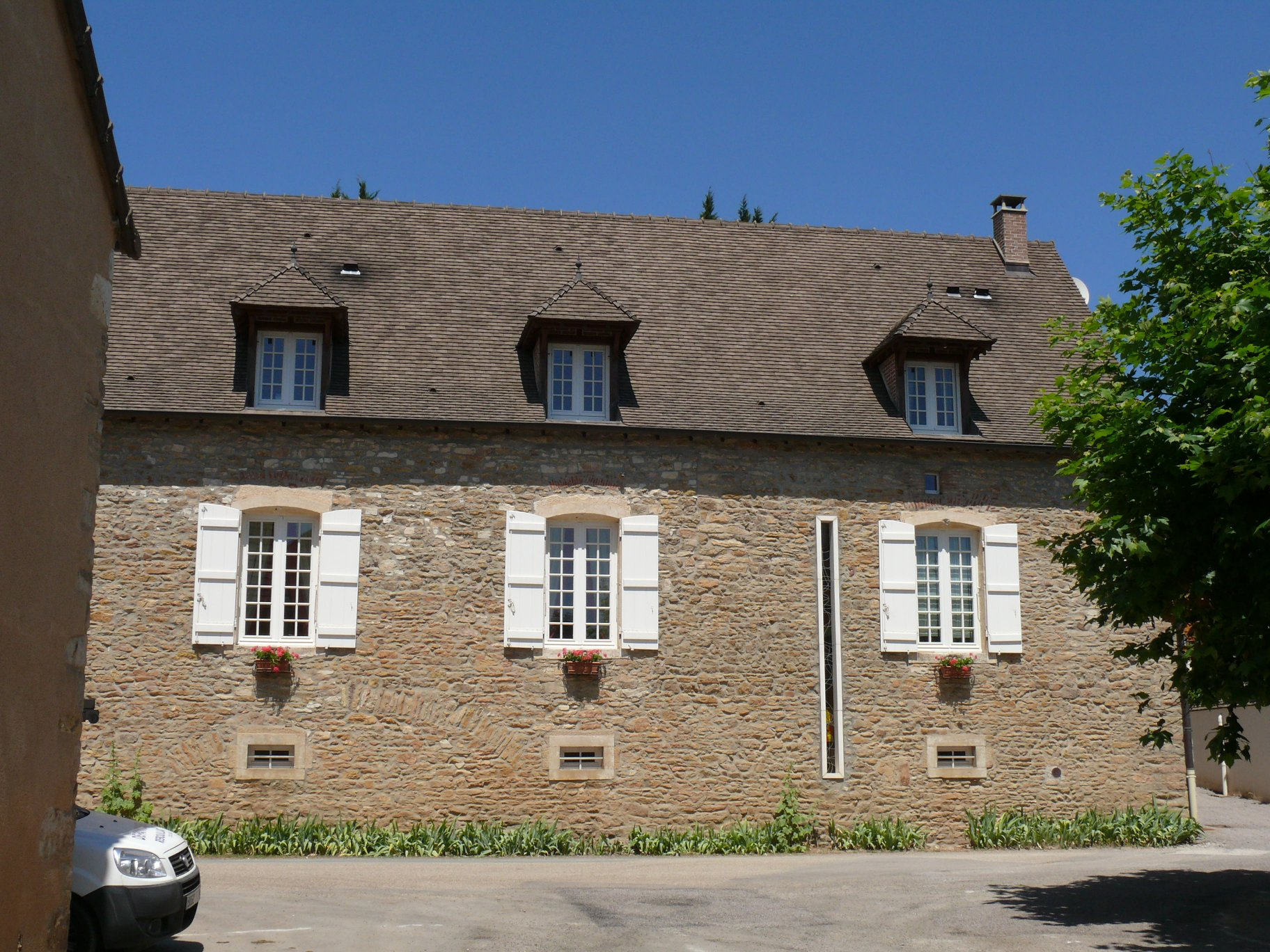
Pfarrhaus

- Kirche Saint-Jean-Baptiste
- Pfarrhaus